# Polyneuritis
Polyneuritis (Plural: Polyneuritiden) ist in der Medizin ein Sammelbegriff für entzündlich verursachte Erkrankungen mehrerer Nerven mit anatomisch nachweisbaren Veränderungen des Nervengewebes. Sie werden meist durch Infektionen mit Viren verursacht. Seltener sind sie bakteriell-infektiös, toxisch-allergisch oder immunologisch bedingt. Auch Thalidomid (Contergan) steht im Verdacht, ursächlich für diese Nervenschädigung zu sein. Es handelt sich dabei gemäß Hattingberg um einen Symptomenkomplex, der in Reiz- und Lähmungserscheinungen sensibler und motorischer peripherer Nervenabschnitte besteht.
Bekanntere Beispiele für Polyneuritiden sind die idiopathische Polyradikuloneuropathie (Guillain-Barré-Syndrom), eine oft lebensbedrohlich verlaufende Polyneuritis, und die Gürtelrose (Herpes Zoster durch Varizella-Zoster-Virus), wenn diese mehrere Nerven betrifft.
1913 beschrieb der deutsche Arzt Carl von Noorden eine „enterogene“ Polyneuritis.
Bei den infektiösen Polyneuritiden kommen als Erreger unter den Viren neben dem Varizella-Zoster-Virus (VZV) das Epstein-Barr-Virus (EBV), das Cytomegalievirus (CMV), das HI-Virus (HIV) und das Herpes-simplex-Virus 2 (HSV-2) in Frage, unter den Bakterien das Mycobacterium leprae, das Corynebacterium diphtheriae, Brucellen, Mykoplasmen und andere Erreger.
Toxische Formen können durch Gifte wie Arsen, Thallium, Blei und Alkohol verursacht sein.
Auch ein Vitamin-B1-Mangel kann zu einer Polyneuritis führen (z. B. durch Hemmung der Pyruvatdecarboxylase).